# Bad Blumau
Bad Blumau je občina v štajerskem okrožju Fürstenfeld (Avstrija). Do leta 2001 se je imenovala Blumau in Steiermark. 
Bad Blumau je najbolj poznan po toplicah, ki jih je zasnoval Friedensreich Hundertwasser. Zdravilišče je bilo odprto leta 1997.